# Formula 2 giapponese 1979
La stagione 1979 della Formula 1 giapponese fu corsa su 7 gare. Fu vinta dal pilota nipponico Keiji Matsumoto su March-BMW.

## La pre-stagione

### Calendario
| Gara | Nome                    | Circuito           | Giri | Lunghezza          | Data         |
| ---- | ----------------------- | ------------------ | ---- | ------------------ | ------------ |
| 1    | Suzuka Big 2&4 Race     | Circuito di Suzuka | 30   | 30x6,000=180 km    | 11 marzo     |
| 2    | Nishinihon All Japan F2 | Circuito di Mine   | 55   | 55x2,830=155,65 km | 8 aprile     |
| 3    | Suzuka F.Japan          | Circuito di Suzuka | 30   | 30x6,000=180 km    | 20 maggio    |
| 4    | JAF GP Fuji             | Circuito del Fuji  | 35   | 35x4,360=152,6 km  | 3 giugno     |
| 5    | Suzuka Golden Trophy    | Circuito di Suzuka | 30   | 30x6,000=180 km    | 1º luglio    |
| 6    | Great 20 Racers         | Circuito di Suzuka | 30   | 30x6,000=180 km    | 23 settembre |
| 7    | JAF GP Suzuka           | Circuito di Suzuka | 35   | 35x6,000=210 km    | 5 novembre   |

### Gara non valida per il campionato
| Gara | Nome                 | Circuito            | Giri | Lunghezza          | Data       |
| ---- | -------------------- | ------------------- | ---- | ------------------ | ---------- |
| 1    | Tsukuba Championship | Circuito di Tsukuba | 30   | 30x 3,291=98,73 km | 2 dicembre |

- Tutte le corse sono disputate in Giappone.

## Piloti e team
| Team                      | Telaio                                                      | Nr.  | Pilota              | Gare     |
| ------------------------- | ----------------------------------------------------------- | ---- | ------------------- | -------- |
| Team Italya with Tetsu    | March 792-BMW                                               | 1    | Satoru Nakajima     | 1, 3-7   |
| Team Italya with Tetsu    | March 792-BMW                                               | 3    | Noritake Takahara   | 1, 3-7   |
| Harada Racing Company     | Chevron B40-BMW Martini Mk 29-BMW                           | 2    | Takao Wada          | Tutte    |
| Heroes Racing Corporation | March 792-BMW Nova 532P-BMW                                 | 5    | Kazuyoshi Hoshino   | 1, 3-7   |
| Nikko Racing              | Chevron B48-BMW                                             | 6    | Keke Rosberg        | 1        |
| Nikko Racing              | March 792-BMW                                               | 6    | Tiff Needell        | 3        |
| Nikko Racing              | March 792-BMW Chevron B48-BMW                               | 6    | Stephen South       | 6        |
| Nikko Racing              | Ralt RT1-BMW Chevron B48-BMW March 792-BMW Thunder LM39-BMW | 7/15 | Naohiro Fujita      | 1-4, 7   |
| Alpha Cubic Racing        | Chevron B48-BMW                                             | 6    | Fumiyasu Satou      | 4        |
| Le Mans Company           | March 792-BMW                                               | 6    | Derek Daly          | 6        |
| Diatone Racing            | March 782-BMW March 792-BMW                                 | 6/9  | Beppe Gabbiani      | 1, 7     |
| Diatone Racing            | March 792-BMW                                               | 6    | Bruno Giacomelli    |          |
| Diatone Racing            | March 782-BMW March 792-BMW                                 | 8    | Keiji Matsumoto     | Tutte    |
| Diatone Racing            | March 782-BMW                                               | 9    | Alex-Dias Ribeiro   | 3        |
| Diatone Racing            | March 782-BMW                                               | 9    | Masao Segawa        | 4        |
| Diatone Racing            | March 782-BMW                                               | 9    | Teo Fabi            | 5        |
| Diatone Racing            | March 782-BMW                                               | 9    | Mike Thackwell      | 6        |
| Diatone Racing            | March 782-BMW                                               | 9    | Eje Elgh            | 7        |
| Diatone Racing            | March 782-BMW                                               | 9    | Huub Rothengatter   |          |
| Walter Wolf Racing        | March 792-BMW                                               | 7    | Keke Rosberg        | 7        |
| Walter Wolf Racing        | March 782-BMW                                               | 66   | Masami Kuwashima    | 7        |
| Kojima Engineering        | Kojima KE008-BMW                                            | 10   | Yoshimi Katayama    | 1, 3-6   |
| Kojima Engineering        | Kojima KE008-BMW                                            | 10   | Didier Pironi       | 7        |
| Tomy Racing Team          | Chevron B42-BMW March 792-BMW                               | 11   | Masahiro Hasemi     | Tutte    |
| Sakai Racing Team         | Nova 532P- BMW                                              | 12   | Tkahashi Yorino     | 3-4      |
| Richard Geck Kaira Garage | March 752- BMW March 782-BMW                                | 18   | Richard Geck        | Tutte    |
| Speed Star Wheel Racing   | March 782-BMW                                               | 20   | Kunimitsu Takahashi | Tutte    |
| Speed Star Wheel Racing   | March 782-BMW                                               | 21   | Naoki Nagasaka      | 1-6      |
| Speed Star Wheel Racing   | March 782-BMW                                               | 21   | Stephen South       | 7        |
|                           | March 792-BMW                                               | 22   | Eddie Cheever       | 7        |
| Team Nicole Racing Japan  | Niki Mk 2-BMW                                               | 23   | Nico Nicole         | 4        |
| Tomei Jidousya            | March 782- BMW                                              | 24   | Keiji Takahashi     | Tutte    |
|                           | March 782-BMW                                               | 66   | Masami Kuwashima    | 3-4      |
| S&A International Racing  | Chevron B40-BMW Kaushen -Renault                            | 96   | Masao Segawa        | 1-3, 6-7 |

## Risultati e classifiche

### Risultati
| Gara | Circuito | Tempo      | Velocità    | Pole position     | GPV               | Vincitore                        | Vettura             |
| ---- | -------- | ---------- | ----------- | ----------------- | ----------------- | -------------------------------- | ------------------- |
| 1    | Suzuka   | 58:22.81   | 172,66 km/h | Masahiro Hasemi   | Beppe Gabbiani    | Beppe Gabbiani Kazuyoshi Hoshino | March-BMW March-BMW |
| 2    | Mine     | 1'04:52.8  | 143,94 km/h | Masahiro Hasemi   |                   | Kejij Matsumoto                  | March-BMW           |
| 3    | Suzuka   | 58:34.05   | 184,40 km/h | Kejij Matsumoto   | Kazuyoshi Hoshino | Kenji Takahashi                  | March-BMW           |
| 4    | Fuji     | 44:57.20   | 203,68 km/h | Naohiro Fujita    |                   | Kejij Matsumoto                  | March-BMW           |
| 5    | Suzuka   | 1'00:00.95 | 179,95 km/h | Masahiro Hasemi   | Masahiro Hasemi   | Masahiro Hasemi                  | Chevron-BMW         |
| 6    | Suzuka   | 59:13.00   | 182,38 km/h | Kazuyoshi Hoshino | Masahiro Hasemi   | Kejij Matsumoto                  | March-BMW           |
| 7    | Suzuka   | 1'12:46.79 | 173,12 km/h | Satoru Nakajima   | Kazuyoshi Hoshino | Kazuyoshi Hoshino                | March-BMW           |

### Classifica piloti
I punti sono assegnati secondo lo schema seguente:
| Sistema di punteggio | Sistema di punteggio | Sistema di punteggio | Sistema di punteggio | Sistema di punteggio | Sistema di punteggio | Sistema di punteggio | Sistema di punteggio | Sistema di punteggio | Sistema di punteggio | Sistema di punteggio |
| Posizione            | 1º                   | 2º                   | 3º                   | 4º                   | 5º                   | 6º                   | 7º                   | 8º                   | 9º                   | 10º                  |
| -------------------- | -------------------- | -------------------- | -------------------- | -------------------- | -------------------- | -------------------- | -------------------- | -------------------- | -------------------- | -------------------- |
| Gara 2               | 15                   | 12                   | 10                   | 8                    | 6                    | 4                    |                      |                      |                      |                      |
| altre gare           | 20                   | 15                   | 12                   | 10                   | 8                    | 6                    | 4                    | 3                    | 2                    | 1                    |

Contano i 5 migliori risultati. I piloti ospiti non partecipano alla classifica finale. La loro posizione è trasparente ai fini dell'assegnazione dei punti.
| 1                                        | Keiji Matsumoto     | 9   | 1   | 3   | 1   | 5   | 1   | 5   | 79 (90)      |
| 2                                        | Kazuyoshi Hoshino   | 2   |     | 2   | 10  | 2   | 6   | 1   | 78 (79)      |
| 3                                        | Kenji Takahashi     | 5   | 3   | 1   | Rit | 8*  | 2   | 7   | 63 (66)      |
| 4                                        | Kunimitsu Takahashi | 8   | 2   | 9   | 2   | 4   | 5   | 6   | 57 (64)      |
| 5                                        | Masahiro Hasemi     | 3   | 4   | 7   | 6   | 1   | 9   | Rit | 55 (58)      |
| 6                                        | Tadao Wada          | 7   | 7   | Rit | 3   | 3   | Rit | Rit | 30           |
| 7                                        | Satoru Nakajima     | Rit |     | 11  | 4   | Rit | Rit | 2   | 28           |
| 8                                        | Noritake Takahara   | 4   |     | 13  | Rit | 7   | 3   |     | 28           |
| 9                                        | Yoshimi Katayama    | 10  |     | 5   | Rit | 6   | 7   |     | 24           |
| 10                                       | Masao Segawa        | Rit | 5   | 10  | 5   | Rit | 10  |     | 18           |
| 11                                       | Naohiro Fujita      | 6   | 6   | Rit | Rit |     |     | 8   | 18           |
| 12                                       | Masami Kuwashima    |     |     | 6   |     | Rit |     | 11  | 11           |
| 13                                       | Naoki Kagasaka      | 11  | Rit | 8   | 7   | Rit | 11  |     | 10           |
| 14                                       | Richard Geck        | Rit | Rit | 12  | Rit | Rit | 8   | 9   | 8            |
| 15                                       | Takahashi Yorino    |     |     | 14  | 8   |     |     |     | 3            |
| 16                                       | Fumitasu Satou      |     |     |     | 9   |     |     |     | 2            |
| 17                                       | Nico Nicole         |     |     |     | 11  |     |     |     | 0            |
| Piloti ospiti non eleggibili per i punti |                     |     |     |     |     |     |     |     |              |
|                                          | Beppe Gabbiani      | 1   |     |     |     |     |     | Rit | -            |
|                                          | Keke Rosberg        | Rit |     |     |     |     |     | 3   | -            |
|                                          | Tiff Needell        |     |     | 4   |     |     |     |     | -            |
|                                          | Alex-Dias Ribeiro   |     |     | Rit |     |     |     |     | -            |
|                                          | Stephen South       |     |     |     |     | Rit |     | Rit | -            |
|                                          | Teo Fabi            |     |     |     |     | Rit |     |     | -            |
|                                          | Derek Daly          |     |     |     |     | Rit |     |     | -            |
|                                          | Mike Thackwell      |     |     |     |     |     | 4   |     | -            |
|                                          | Eje Elgh            |     |     |     |     |     |     | 4   | -            |
|                                          | Eddie Cheever       |     |     |     |     |     |     | Rit | -            |
|                                          | Didier Pironi       |     |     |     |     |     |     | Rit | -            |
| Pos                                      | Pilota              | 2&4 | NIH | SFJ | FUJ | SGT | GRT | SUZ | Punti validi |

| Colore  | Risultato             |
| ------- | --------------------- |
| Oro     | Vincitore             |
| Argento | 2º posto              |
| Bronzo  | 3º posto              |
| Verde   | Finito a punti        |
| Blu     | Finito senza punti    |
| Viola   | Ritirato (Rit)        |
| Viola   | Non classificato (NC) |
| Rosso   | Non qualificato (NQ)  |
| Nero    | Squalificato (SQ)     |
| Bianco  | Non partito (NP)      |
| Bianco  | Non ha gareggiato     |
| Bianco  | Infortunato (INF)     |
| Bianco  | Escluso (ES)          |
| Bianco  | Gara cancellata (C)   |

## Gara non valida per il campionato
| Gara | Circuito | Tempo    | Velocità    | Pole position     | GPV | Vincitore         | Vettura   |
| ---- | -------- | -------- | ----------- | ----------------- | --- | ----------------- | --------- |
| 1    | Tsukuba  | 25:49.44 | 229,39 km/h | Kazuyoshi Hoshino |     | Kazuyoshi Hoshino | March-BMW |